# Scaphytopius fluxus
Scaphytopius fluxus är en insektsart som beskrevs av Delong 1943. Scaphytopius fluxus ingår i släktet Scaphytopius och familjen dvärgstritar. Inga underarter finns listade i Catalogue of Life.